# Rangkot
Rangkot (en népalais : राङ्कोट) est un comité de développement villageois du Népal situé dans le district de Rolpa. Au recensement de 2011, il comptait 3 527 habitants.